# Цариградски универзитет
Царски универзитет у Цариграду, познат и као Пандидактерион (грчки: Πανδιδακτήριον) је био универзитет византијске престонице који је постојао у периоду од 425. до 1453. године. Основао га је византијски цар Теодосије II, а по турском освајању Цариграда је претворен у Универзитет у Истанбулу. 

## Историја
Византијски цар Теодосије II (408-450) владао је под утицајем своје енергичне сестре Пулхерије, а затим и под утицајем своје супруге Атенаиде-Евдокије. Атенаида је била ћерка једног паганског професора реторике у Атини. Атенаида се предала новој вери, а као књижевница је писала и световне и црквене песме. Њеном утицају треба приписати то што је Теодосије 425. године у Цариграду, реорганизацијом и проширивањем високе школе из времена Константина Великог, основан универзитет (Пандидактерион) на Капитолу. Цариградски универзитет постао је најважније културно жариште Византијског царства. На њему су предавали десет грчких и десет латинских професора граматике, пет грчких и три латинска професора реторике, један филозоф и два правника. Универзитет је званично основан 27. фебруара 425. године. Услед недостатка извора тешко је пратити даљи развој Цариградског универзитета. Познато је да је неку врсту високошколске установе обновио на Магнаварском двору цезар Варда, ујак цара Михаила III, средином 9. века. Период новог опадања почиње са латинским освајањем Цариграда у Четвртом крсташком рату 1204. године. Универзитет је опстао под заштитом цркве све до 1453. године. Након османског освајања Цариграда, султан Мехмед II га је претворио у Истанбулски универзитет који постоји и данас и представља прву високошколску институцију османске престонице.